# Садік Хан
Садік Хан Аман (англ. Sadiq Aman Khan; нар. 8 жовтня 1970, Лондон) — британський політик-лейборист пакистанського походження, член Палати громад з 2005 р. Мер Лондона з 6 травня 2016 року.
Хан вивчав право в Університеті Північного Лондона і Юридичному коледжі в Ґілфорді. Він працював юристом, спеціалізується на правах людини. Він також очолював організацію Liberty. З 1994 по 2006 рр. він входив до ради боро Вандзверт, з 2008 по 2009 рр. був державним міністром з питань місцевого самоврядування, з 2009 по 2010 рр. працював державним міністром з питань транспорту.